# Barnfonden
Barnfonden är en svensk insamlingsstiftelse och hjälporganisation som förmedlar stöd till barn och deras familjer genom utvecklingsprojekt i Afrika, Asien och Latinamerika. Organisationen erbjuder möjlighet för svenskar att stödja fadderbarn eller att bli månadsgivare och stödja deras allmänna arbete runt om i världen. Barnfonden är en del av det globala nätverket ChildFund Alliance som tillsammans stödjer 13 miljoner barn och familjer. 

## Organisationspresentation
Barnfonden är en fadderorganisation som startades 1991 i samarbete med den danska organisationen Børnefonden. I dagsläget förmedlar Barnfonden stöd från över 20 000 faddrar till utvecklingsprojekt i 25 länder lokaliserade i Afrika, Asien och Latinamerika. Organisationen arbetar med FN:s konvention om barnets rättigheter som vägledning i arbetet. Barnfonden stödjer barn och familjer oavsett tro, etnicitet eller politisk övertygelse. Barnfonden är medlem i nätverket ChildFund Alliance.

## Målsättning
Barnfondens målsättning är en värld där barn har möjlighet att utvecklas på sina egna villkor och växa upp i trygghet med sina rättigheter tillgodosedda. 
Målet med Barnfondens arbete är att nå en långsiktig utveckling i de områden där de arbetar. När ett nytt projekt startas har de en tydlig plan att efter tio till tjugo års stöd överlämna projektet till de deltagande familjerna. Barnfonden anser att det är grundläggande att stärka familjerna, ge dem kunskap och kapacitet till att själva driva arbetet vidare för att nå en hållbar utveckling som ska leda till att familjerna får en egen inkomst[källa behövs].

## Barnfondens arbete
Organisationen arbetar med projekt som inleds i områden där fattigdom är utbrett och samtliga familjer som bor i området är välkomna att delta. Fattiga förhållanden kan till exempel innebära att inte ha möjlighet att låta sina barn gå i skolan, ha möjlighet att besöka hälsokliniker vid behov, sakna tillgång till rent vatten eller att föräldrar inte har råd med näringsrik mat till sina barn.

## Finansiering av projekt
Verksamheten finansieras till största delen genom bidrag från faddrar. Varje fadder betalar en viss summa pengar varje månad till ett specifikt projekt. Om man vill kan man även få kontakt med sitt fadderbarn genom brevväxling, så att man får insikt i hur projektet går från barnets perspektiv. 

## Ekonomi och kontroll
Ekonomin redovisas öppet och granskas av en auktoriserad revisor. Barnfonden innehar 90-konton vilket innebär att Svensk Insamlingskontroll kontrollerar att minst 75 % av intäkterna går till organisationens hjälpverksamhet. 
Barnfonden är även medlem i Giva Sverige. 